# Mundo Maravilha (álbum)
Mundo Maravilha é o segundo disco da cantora Mara Maravilha lançado em Novembro de 1988.
O álbum contém uma colaboração com o grupo João Penca e Seus Miquinhos Amestrados na canção "A Festa do João".

## Lançamento e divulgação
Em resposta ao sucesso do disco anterior, o lançamento de Mundo Maravilha ganhou uma intensa cobertura midiática. A canção "Olha Pra Mim" foi o único single lançado em formato físico. A música se tornou um grande sucesso nas rádios incentivando Mara focar mais na sua carreira como cantora.

## Desempenho comercial
Mundo Maravilha alcançou a marca de 80 mil unidades vendidas em 3 semanas. Em fevereiro de 1989, a cantora recebeu certificado de ouro pelo disco no programa Qual É A Música?, comandado por Silvio Santos. Em março de 1989, o álbum já registrava mais de 150 mil unidades vendidas. Até 1992, o disco tinha vendas estimadas de mais de 500 mil cópias.

## Lista de faixas
- Créditos adaptados do encarte do CD.[7]| N.º | Título                                                           | Compositor(es)                                                    | Duração |  |
| 1.  | "Foi Assim"                                                      | - Baby Consuelo - Jorginho Gomes - Nando Chagas - Francisco Frias | 3:26    |  |
| 2.  | "Break da Galera"                                                | - Cecelo - Mara                                                   | 3:32    |  |
| 3.  | "Estória da Maria Inês (Part. Vanessa)"                          | - Geo Benjamin - Silvinha Torres                                  | 3:16    |  |
| 4.  | "Criança Mimada"                                                 | - Maria Vasco - Haroldo Macedo - Luiz Brasil - Mara               | 3:20    |  |
| 5.  | "Bomba de Chocolate"                                             | - Gerônimo - Vevé Calazans - Dito                                 | 2:54    |  |
| 6.  | "Fantasia"                                                       | - Renato Barbosa - Mara                                           | 2:38    |  |
| 7.  | "Adulto É Um Bicho Estranho (Part. Paulinho)"                    | - Pepeu Gomes - C. Caramez                                        | 2:44    |  |
| 8.  | "A Festa do João (Part. João Penca E Seus Miquinhos Amestrados)" | - Bruno Nunes - Geo Benjamin - Mara                               | 3:32    |  |
| 9.  | "Merengue Comigo"                                                | - Carlos Pita                                                     | 2:54    |  |
| 10. | "Super Banana"                                                   | - Geo Benjamin - Benjamin Torres                                  | 3:38    |  |
| 11. | "A Vida É Um Show"                                               | - Alceu Maia - Danilo D'Avila                                     | 3:12    |  |
| 12. | "Olha Pra Mim"                                                   | - Cecelo - Mara                                                   | 4:14    |  |